# Acción Católica
La Acción Católica es un movimiento eclesial de apostolado en la que los laicos se asocian para el anuncio del Evangelio a todas las personas y ambientes, de acuerdo con las necesidades de la Iglesia católica en cada tiempo y lugar. Fundada de acuerdo con las directrices del papa Pío XI, el Concilio Vaticano II, trató expresamente de ella en el decreto Apostolicam Actuositatem. Tras la promulgación en 1983 del nuevo Código de Derecho Canónico, y de acuerdo con el marco que establece para la asociaciones de fieles, la Acción Católica quedó organizada en la forma jurídica de asociación pública de fieles.

## Historia de la Acción Católica

### Orígenes
Las vicisitudes del cambio político, social, cultural y religioso en Europa durante el siglo XIX debilitaron la posición de la Iglesia católica en muchos países donde ésta había venido hasta entonces disfrutando de una posición privilegiada. Los ataques de los movimientos reformadores y las nuevas condiciones de la vida política hacían insuficiente las formas tradicionales de defensa de los intereses y de la libertad de la Iglesia, y la necesidad de respuesta alumbró el surgimiento de asociaciones, para tal fin fundadas, dirigidas por laicos.
En Alemania la cuestión religiosa aparece vinculada a las luchas por la unidad nacional. Tras la revolución de 1848 y al tiempo que la Dieta de Fráncfort trata de dar una constitución común a los territorios alemanes, se reúne en Maguncia un congreso de asociaciones católicas, de cuyo impulso nace el movimiento católico en Alemania, al margen de rivalidades políticas, dirigido a la defensa de la Iglesia y a la restauración del orden religioso. De este movimiento surgirá la organización de las jornadas de los católicos (Katholikentag) y la resistencia frente a la opresión del gobierno prusiano del canciller Bismarck durante la década de 1870 (Kulturkampf).
En Bélgica se organiza el Congreso de Malinas en 1863, del que nace la Asociación Católica belga frente a la política anticlerical de los gobiernos liberales de los años sesenta.
En España el movimiento del asociacionismo católico entra en acción para responder a lo que se percibían como ataques anticlericales del sexenio revolucionario (1868-1874), sin que ni entonces ni durante la Restauración las asociaciones católicas asumieran objetivos comunes, pese a las peticiones en tal sentido del papa León XIII (encíclica Cum multa, de 8 de diciembre de 1882).
En Francia se organizan los primeros comités católicos en los días de la Comuna de París (1871). En 1876 Albert de Mun funda la Asociación Católica de la Juventud Francesa, de cuya matriz nacerán a partir de 1926 los movimientos juveniles especializados de Acción Católica.
Por influjo del mismo Congreso de Malinas se crea en Italia en 1865 la primera asociación católica de ámbito «nacional» (aún sin haber completado la unificación), denominada Asociación Católica para la Libertad de la Iglesia. En 1867 se funda la Sociedad de la Juventud Católica, bajo cuya inspiración surge a partir de 1874 la Obra de los Congresos. El enfrentamiento de la Iglesia católica con el Estado italiano liberal por la cuestión romana y la política anticlerical y la prohibición papal de que los católicos participaran en las elecciones como electores o candidatos limitaron la participación de los católicos al ámbito asociativo.

### Consolidación y desarrollo
Pío X dispuso una reorganización del movimiento católico italiano en su encíclica Il fermo propósito (11 de junio de 1905), en la cual se establecían las bases de la constitución de la Acción Católica como actividad organizada de los laicos católicos en orden a «unificar sus fuerzas para situar de nuevo a Jesucristo en la familia, en la escuela en la sociedad». En la concepción de Pío X sin embargo no existía apenas margen para una actividad autónoma de los laicos en el campo propiamente secular, quienes de este modo se convertían en meros ejecutores bajo el control de los obispos, estrechamente sometidos por su parte a las directrices de Roma.
Con Benedicto XV se comenzó a delinear la articulación de la Acción Católica Italiana tal como la conocemos actualmente, ya que este pontífice suprimió la dirección general de la misma y la sustituyó por la junta directiva de la Acción Católica.
Fue el papa Pío XI quien dio forma definitiva a la Acción Católica en diciembre de 1931, como respuesta a la disolución de sus asociaciones deportivas, universitarias y de sus Juventudes en Italia, decretada por Mussolini. Para evitar la aniquilación del apostolado seglar por el régimen fascista, se definió la Acción Católica como «participación de los laicos en el apostolado jerárquico», concibiéndola como una fuerza activa que agrupara a los fieles bajo la autoridad episcopal para lograr una recristianización de las costumbres y de la vida pública. La Acción Católica aparecía así como una herramienta fundamental en la tarea de instaurar el reino de Cristo en la sociedad y de combatir la influencia del laicismo. Al identificar la Acción Católica con la jerarquía no se buscaba únicamente el control de la iniciativa de los laicos, sino también proteger esta actividad apostólica de los ataques de los regímenes totalitarios que trataban de impedir cualquier movimiento juvenil distinto de los encuadrados en los partidos únicos; de ahí el empeño de Pío XI de incluir garantías para el funcionamiento de la Acción Católica en los concordatos suscritos bajo su pontificado.
En 1924 surgió en Bélgica, por iniciativa del sacerdote Joseph Cardijn y a partir de un grupo de jóvenes trabajadores, el primer movimiento de la Acción Católica especializada, es decir, que tenía como objetivo de su actividad un ambiente determinado, un ámbito de vida, concretamente el mundo del trabajo. Nace así la Juventud Obrera Cristiana (JOC), que posteriormente se extendió a Francia y a otros países. Esta idea de que los propios trabajadores se organizaran en un movimiento especializado para ser apóstoles de sus compañeros se enfrentó a no pocos detractores, que acusaban a Cardijn de querer introducir la lucha de clases en el seno de la Iglesia, pero contó con el apoyo decidido de Pío XI, quien llegó a declarar que la Juventud Obrera Cristiana representaba la forma perfecta de la Acción Católica. A partir de la JOC surgirán en Francia y en otros países movimientos especializados de estudiantes y jóvenes del mundo rural, y más tarde los movimientos especializados de adultos. Los diversos movimientos gozaban de amplia autonomía unos de otros, y en cada país se fue desarrollando un modelo propio de Acción Católica. En unos casos marcada más por la especialización de los movimientos de ambientes y en otros por la fórmula de la organización unitaria, dividida en cuatro ramas: varones, mujeres y jóvenes de uno y otro sexo, con una estructura que va de la parroquia a la diócesis y a la agrupación nacional.

### España franquista
Durante los años de la dictadura franquista, pero especialmente a partir de 1945, Acción Católica Española (ACE) ejerció el poder mayoritario de la censura de los proyectos creativos en vías de publicación en el Estado español, de modo tal que "la represión literaria de la ACE tuvo como objetivo reproducir y adoctrinar a la sociedad en unos determinados modelos de conducta, los cuales respondían a la ideología aprobada por la Iglesia". No solo emitieron juicio censor contra las obras modernas sino también contra aquellas ya publicadas antes de la guerra. Consideraban las obras de la Edad Media, el Siglo de Oro y la Ilustración aptas de difusión, pero las obras modernistas fueron causa de discrepancias con el Estado franquista, ya que este las entendía patrióticas mientras que el marco ideológico de Acción Católica las estimaba de un profundo sentir anticatólico.

## Rasgos distintivos (notas de la Acción Católica)
El Concilio Vaticano II trató expresamente de la Acción Católica en el número 20 del decreto sobre el apostolado de los laicos, Apostolicam Actuositatem, donde se enumeran cuatro rasgos distintivos cuya concurrencia identifica a la Acción Católica:
- Finalidad. El fin inmediato de estas organizaciones es el fin apostólico de la Iglesia, es decir, la evangelización y santificación de los hombres y la formación cristiana de sus conciencias, de suerte que puedan saturar del espíritu del Evangelio las diversas comunidades y los diversos ambientes.
- Dirección. Los laicos, cooperando, según su condición, con la jerarquía, ofrecen su experiencia y asumen la responsabilidad en la dirección de estas organizaciones, en el examen diligente de las condiciones en que ha de ejercerse la acción pastoral de la Iglesia y en la elaboración y desarrollo del método de acción.
- Unidad. Los laicos trabajan unidos, a la manera de un cuerpo orgánico, de forma que se manifieste mejor la comunidad de la Iglesia y resulte más eficaz el apostolado.
- Jerarquía. Los laicos, bien ofreciéndose espontáneamente o invitados a la acción y directa cooperación con el apostolado jerárquico, trabajan bajo la dirección superior de la misma jerarquía, que puede sancionar esta cooperación, incluso por un mandato explícito.

## Estructura en Europa

### España
La Acción Católica en España se encuentra articulada en una Federación de Movimientos de Acción Católica Española, en la que están representados los movimientos (asociaciones públicas de fieles) que conforman las dos modalidades de la Acción Católica en España: la general y la especializada. La Acción Católica General toma principalmente el ámbito de la parroquia como plataforma de evangelización, mientras que los movimientos especializados desarrollan su labor en los ambientes (mundo de la salud, mundo de los estudiantes y de la cultura, mundo obrero y mundo rural). 
Los movimientos de Acción Católica Española en la actualidad son:
Modalidad general
- Acción Católica General

Movimientos especializados
- Hermandad Obrera de Acción Católica
- Juventud Estudiante Católica
- Juventud Obrera Cristiana
- Asociación Católica de Propagandistas
- Movimiento de Jóvenes Rurales Cristianos
- Movimiento de Profesionales Cristianos
- Movimiento Rural Cristiano
- Fraternidad Cristiana de Personas con Discapacidad (Frater España)

### Alemania
- Katholische Hochschuljugend (pertenece a: Katholische Hochschulgemeinde)
- Katholische Arbeitnehmer-Bewegung
- Katholischer Akademikerverband

### Austria
- Katholische Jungschar Österreich: de jóvenes.
- Katholische Jugend Österreich (antes dividido en Katholische Arbeiterjugend y Katholische Schülerjugend): de jóvenes.
- Katholische Männerbewegung Österreichs: de hombres.
- Katholische Frauenbewegung Österreichs: de mujeres.

### Francia
- Fédération nationale catholique (FNC), que se transformó en ACGH, Action catholique générale des hommes: de hombres.
- Jeunesse ouvrière chrétienne (JOC) creado por un joven sacerdote belga, el padre Cardijn, primero en Bélgica (1925) y después en Francia (1927).
- Jeunesse agricole chrétienne (JAC): de jóvenes agrarios. Creado en 1929
- Jeunesse étudiante chrétienne (JEC): de jóvenes estudiantes. Creado en 1930.
- Jeunesse maritime catholique (JMC): de jóvenes del mundo del mar. Creado en 1932.
- Jeunesse indépendante chrétienne (JIC): de jóvenes. Creado en 1935.
- Action catholique des enfants (ACE). Creado en 1956, antes Cœurs vaillants-Âmes vaillantes (1936).
- Action catholique ouvrière (ACO). Creado en Francia en 1950.
- Jeunesse Ouvrière Chrétienne Internationale (JOC Internationale) creado en 1957.
- Mouvement d'Action Catholique Générale (1975).

### Irlanda
- Legión de María

### Italia
Azione Cattolica Italiana
- Sector chicos
- sector jóvenes
- sector adultos

Movimientos internos a la Acción Católica
- Movimento Studenti di Azione Cattolica (MSAC): de estudiantes.
- Movimento Lavoratori di Azione Cattolica (MLAC): de trabajadores.

Movimientos externos ligados a la Acción Católica
- Movimento di impegno educativo di Azione Cattolica (MIEAC)
- Movimento ecclesiale di impegno culturale (MEIC)
- Federazione Universitaria Cattolica Italiana (FUCI): de universitarios.

## Estructura en América

### Chile
La Acción Católica Chile (A.C.C) está compuesta por:
- Acción Católica Maipo
- Acción Católica Santiago
- Acción Católica San Alberto Hurtado

### Argentina
La Acción Católica Argentina (A.C.A.) está organizada fundamentalmente sobre la base de cuatro Áreas:
- Área Adultos
- Área Jóvenes comúnmente conocida como la JAC. Esta área se subdivide en tres secciones que reflejan tres etapas en la vida de los jóvenes:
  - Prejuveniles: Jóvenes de 12 a 16 años
  - Juveniles: Jóvenes de 16 a 18 años
  - Mayores: desde los 18 años. Jóvenes insertos ya en el mundo del trabajo o en la Universidad.
- Área Aspirantes formada por los niños de Acción Católica.

Además cuenta con dos áreas complementarias
- Área Sectores Son sectores específicos de la Sociedad que necesitan una atención especializada: Educación, Arte y Comunicación, Rurales, Política, etc.
- Equipo de Formación Es transversal a todas las Áreas, está formada por un equipo, acompañados de un Asesor, brindando ayuda, orientación y material al resto de la Áreas.

Si bien dentro de la estructura anterior, existen (al igual que en España) sectores especializados que, si bien se encuentran previstas en el orden nacional, no así en todas las diócesis tales como: sector rural, sector política (la ACA cuenta en este campo incluso con un Instituto de Formación Política).

### Venezuela
La Acción Católica de Venezuela (AC de Vzla) está organizada fundamentalmente sobre la base de cuatro Áreas:
- Sector de  Niños
- Sector de Jóvenes comúnmente conocida como la JAC.
- Sector de Adultos
- Sector de Familia

### Nicaragua
En Nicaragua se destacó en la Acción Católica la Sierva de Dios Madre Albertina Ramírez, la cual fundó primeramente una Asociación de Damas, que siguiendo la inspiración de Dios se transformó en la Congregación de Siervas Misioneras de Cristo Rey de derecho diocesano; escuelas y otras obras sociales siguiendo la filosofía de la Acción Católica.